# Gramos
Gramos (grčki: Γράμος ili Γράμμος, vlaški: Gramosta, Gramusta, albanski: Gramoz ili Mali i Gramozit, makedonski: Грамуща ili Грамоща) je planina na sjeverozapadu Grčke koja se prostire od prefekture Janjine ( sa sjeveroistoka) do prefekture Kastorija na sjeverozapadu, kao i na jugoistoku Albanije.
Planina Gramos je dio Pindskog gorja, njen najviši vrh Maja e Çukapeçit nalazi se na albanskoj strani planine (visok je 2 523 m.)
Planina nosi ime po obližnjem vlaškom naselju Gramos, koje se nalazi na krajnjem zapadu prefekture Kastoria. 
Na području planine Gramos većinsko stanovništvo su Vlasi. 
Planina se prostire na dužini od oko 25-30 km u pravcu sjeverozapad -  jugozapad, njezina širina je 15-20 km (jugozapad- jugoistok).
Grčka nacionalna cesta 20 Kozani - Konitsa - Janjina ide po južnim obroncima planine Gramos.
Dvije značajne albanske rijeke Osum i Devolli imaju izvore na sjevernim obroncima Gramosa, kao i najduža grčka rijeka Aliakmon koja izvire na istočnim padinama Gramosa. Na Gramosu se nalazi i alpsko jezero Gizdova (Grčki: Γκιστόβα).

## Flora i fauna
Šume pinija i smreka dominiraju u nižim dijelovima planine, viši dijelovi su prekriti travom i niskim grmolikim smrekama.
- Planina Gramos bila je posljednje utočište grčkih ljevičarskih snaga za grčkog građanskog rata, i sjedište njihove provizorne vlade. Na planini su se vodile odlučne bitke 1949. godine, posljedice tih borbi vide se i danas, ima još neočišćenih minskih polja iz tog vremena.

## Vanjske poveznice
|  | Zajednički poslužitelj ima još gradiva o temi Gramos |

Gramos.html flora grčkih planina[neaktivna poveznica]